# Troglohyphantes polyophthalmus
Troglohyphantes polyophthalmus är en spindelart som beskrevs av Joseph 1881. Troglohyphantes polyophthalmus ingår i släktet Troglohyphantes och familjen täckvävarspindlar.
Artens utbredningsområde är Slovenien. Inga underarter finns listade i Catalogue of Life.